# Kabinet voor Hervorming van Ontwikkeling
Het Kabinet voor Hervorming van Ontwikkeling (Indonesisch: Kabinet Reformasi Pembangunan) was een Indonesisch kabinet dat regeerde in de jaren 1998-1999, onder leiding van president Bacharuddin Jusuf Habibie.
Op 21 mei 1998 had president Soeharto zijn ontslag ingediend en daarmee kwam er een einde aan het Ontwikkelingskabinet VII en tevens aan het meer dan dertig jaar durende Nieuwe Orde-regime. Vicepresident Habibie werd automatisch president en hij vormde het Kabinet voor Hervorming van Ontwikkeling. Dit was het begin van de periode van Reformasi.

## Verkiezingen en einde van het kabinet
Tijdens de termijn van het Kabinet voor Hervorming van Ontwikkeling werd een nieuwe 'wet op politieke partijen' ingevoerd, per 1 februari 1999. Sinds 1973 waren er door het regime van Soeharto maar twee oppositiepartijen toegestaan, de Verenigde Ontwikkelingspartij (PPP) en de Indonesische Democratische Partij (PDI). In de nieuwe wet werden nieuwe partijen weer toegestaan, en dat leidde tot de registratie van 148 nieuwe politieke partijen. De parlementsverkiezingen van 1999, de eerste vrije verkiezingen sinds die van 1955, vonden plaats op 7 juni 1999 en er deden uiteindelijk 48 partijen mee.
De verkiezingen warden gewonnen door de nieuwe Strijdende Indonesische Democratische Partij (PDI-P) van Megawati Soekarnoputri. Op 20 oktober 1999 stemde het Raadgevend Volkscongres (MPR), bestaande uit de nieuw gekozen Volksvertegenwoordigingsraad (DPR) plus enkele aangewezen militairen en burgers. President Habibie's verantwoordingstoespraak werd weggestemd, en dat betekende het einde van zijn presidentschap en van het cabinet. De nieuwe president werd Abdurrahman Wahid, die het Kabinet van Nationale Eenheid vormde.

## Samenstelling
Het Kabinet voor Hervorming van Ontwikkeling is het enige kabinet sinds het Ontwikkelingskabinet II in 1973 zonder vicepresident. Een van de hervormingsmaatregelen van B.J. Habibie voor dit kabinet was dat de gouverneur van de Centrale Bank niet langer deel uitmaakte van het kabinet. Oorspronkelijk was het de bedoeling dat ook de procureur-generaal los zou komen te staan, maar dat ging niet door.

### President
| President                 | President |
| ------------------------- | --------- |
| Bacharuddin Jusuf Habibie |           |

### Coördinerend ministers
| Nr. | Ministerspost                                                                           | Minister                                                   | Minister                                       | Partij |
| --- | --------------------------------------------------------------------------------------- | ---------------------------------------------------------- | ---------------------------------------------- | ------ |
| 1   | Coördinerend Minister voor Politieke en Veiligheidszaken                                |                                                            | Feisal Tanjung                                 |        |
| 2   | Coördinerend Minister voor Economie, Financiën en Industrie                             |                                                            | Ginandjar Kartasasmita (tot 27 september 1999) |        |
| 2   | Coördinerend Minister voor Economie, Financiën en Industrie                             | Hartarto Sastrosoenarto (ad-interim, vanaf 1 oktober 1999) |                                                |        |
| 3   | Coördinerend Minister voor Toezicht op Ontwikkeling en Benutting van het Staatsapparaat |                                                            | Hartarto Sastrosoenarto                        |        |
| 4   | Coördinerend Minister voor Volkswelvaart en Armoedebestrijding                          |                                                            | Haryono Suyono                                 |        |

### Ministers
| Nr. | Ministerspost                                                 | Minister                                                    | Minister                              | Partij              |
| --- | ------------------------------------------------------------- | ----------------------------------------------------------- | ------------------------------------- | ------------------- |
| 5   | Minister van Binnenlandse Zaken                               |                                                             | Syarwan Hamid (tot 27 september 1999) | Golkar              |
| 5   | Minister van Binnenlandse Zaken                               | Feisal Tanjung (ad-interim, vanaf 1 oktober 1999)           |                                       |                     |
| 6   | Minister van Buitenlandse Zaken                               |                                                             | Ali Alatas                            |                     |
| 7   | Minister van Defensie en Veiligheid                           |                                                             | Wiranto                               | Golkar (vanaf 1999) |
| 8   | Minister van Justitie                                         |                                                             | Muladi                                | Golkar              |
| 9   | Minister van Informatie                                       |                                                             | Muhammad Yunus Yosfiah                |                     |
| 10  | Minister van Financiën                                        |                                                             | Bambang Subianto                      |                     |
| 11  | Minister van Industrie en Handel                              |                                                             | Rahardi Ramelan                       |                     |
| 12  | Minister van Landbouw                                         |                                                             | Soleh Solahudin                       |                     |
| 13  | Minister van Mijnbouw en Energie                              |                                                             | Kuntoro Mangkusubroto                 |                     |
| 14  | Minister van Bosbouw en Tuinbouw                              |                                                             | Muslimin Nasution                     |                     |
| 15  | Minister van Openbare Werken                                  |                                                             | Rachmadi Bambang Sumadhijo            |                     |
| 16  | Minister van Transport                                        |                                                             | Giri Suseno Hadihardjono              |                     |
| 17  | Minister van Toerisme, Kunst en Cultuur                       |                                                             | Marzuki Usman (tot 27 september 1999) |                     |
| 17  | Minister van Toerisme, Kunst en Cultuur                       | Giri Suseno Hadihardjono (ad-interim, vanaf 1 oktober 1999) |                                       |                     |
| 18  | Minister van Coöperaties en Kleine en Middelgrote Ondernemers |                                                             | Adi Sasono                            |                     |
| 19  | Minister van Arbeid                                           |                                                             | Fahmi Idris (tot 27 september 1999)   | Golkar              |
| 19  | Minister van Arbeid                                           | A.M. Hendropriyono (ad-interim, vanaf 1 oktober 1999)       |                                       |                     |
| 20  | Minister van Transmigratie en Bosbewoners                     |                                                             | A.M. Hendropriyono                    |                     |
| 21  | Minister van Gezondheid                                       |                                                             | Faried Anfasa Moeloek                 |                     |
| 22  | Minister van Onderwijs en Cultuur                             |                                                             | Juwono Sudarsono                      |                     |
| 23  | Minister van Godsdienst                                       |                                                             | Abdul Malik Fadjar                    |                     |
| 24  | Minister van Sociale Zaken                                    |                                                             | Justika S. Baharsjah                  |                     |

### Ministers van staat
| Nr. | Ministerspost                                              | Minister                                                      | Minister                                 | Partij |
| --- | ---------------------------------------------------------- | ------------------------------------------------------------- | ---------------------------------------- | ------ |
| 25  | Minister van Staat / Staatssecretaris                      |                                                               | Akbar Tanjung (tot 10 mei 1999)          | Golkar |
| 25  | Minister van Staat / Staatssecretaris                      |                                                               | Muladi (vanaf 10 mei 1999)               | Golkar |
| 26  | Minister van Staat voor Nationale Ontwikkelingsplanning    |                                                               | Boediono                                 |        |
| 27  | Minister van Staat voor Onderzoek en Technologie           |                                                               | Zuhal                                    |        |
| 28  | Minister van Staat voor Staatsbedrijven                    |                                                               | Tanri Abeng                              |        |
| 29  | Minister van Staat voor Voedsel en Tuinbouw                |                                                               | A.M. Saefuddin (tot 27 september 1999)   | PPP    |
| 29  | Minister van Staat voor Voedsel en Tuinbouw                | Soleh Solahudin (ad-interim, vanaf 1 oktober 1999)            |                                          |        |
| 30  | Minister van Staat voor Bevolking                          |                                                               | Ida Bagus Oka                            |        |
| 31  | Minister van Staat voor Investeringen                      |                                                               | Hamzah Haz (tot 18 mei 1999)             | PPP    |
| 31  | Minister van Staat voor Investeringen                      | Marzuki Usman (van 18 mei tot 27 september 1999)              |                                          |        |
| 31  | Minister van Staat voor Investeringen                      | Muhammad Zuhal (ad-interim, vanaf 1 oktober 1999)             |                                          |        |
| 32  | Minister van Staat voor Landzaken                          |                                                               | Hasan Basri Durin                        |        |
| 33  | Minister van Staat voor Volkshuisvesting en Nederzettingen |                                                               | Theo L. Sambuaga (tot 27 september 1999) | Golkar |
| 33  | Minister van Staat voor Volkshuisvesting en Nederzettingen | Rachmadi Bambang Sumadhijo (ad-interim, vanaf 1 oktober 1999) |                                          |        |
| 34  | Minister van Staat voor Milieu                             |                                                               | Panangian Siregar                        |        |
| 35  | Minister van Staat voor de Rol van Vrouwen                 |                                                               | Tuty Alawiyah                            |        |
| 36  | Minister van Staat voor Jongeren en Sport                  |                                                               | Agung Laksono (tot 27 september 1999)    | Golkar |
| 36  | Minister van Staat voor Jongeren en Sport                  | Juwono Sudarsono (ad-interim, vanaf 1 oktober 1999)           |                                          |        |

### Beambte met de status van minister
| Nr. | Ministerspost      | Minister                                  | Minister                                  | Partij |
| --- | ------------------ | ----------------------------------------- | ----------------------------------------- | ------ |
| 37  | Procureur-generaal |                                           | Soedjono C. Atmonegoro (tot 15 juni 1998) |        |
| 37  | Procureur-generaal | Andi Muhammad Ghalib (vanaf 17 juni 1998) |                                           |        |